# Evladija Slavčeva
Evladija Slavčeva, coniugata Stefanova e, successivamente, Zakatanova (in bulgaro Евладия Славчева-Стефанова-Закатанова?; Pernik, 25 febbraio 1962), è un'ex cestista bulgara.

## Carriera
Con la Bulgaria ha disputato due edizioni dei Giochi olimpici (Mosca 1980, Seul 1988), tre dei Campionati mondiali (1983, 1986, 1990) e otto dei Campionati europei (1978, 1980, 1981, 1983, 1987, 1989, 1991, 1993).